# Beryl Korot
Beryl Korot (n. 17 septembrie 1945, New York City, New York, SUA) este o artistă video din Statele Unite.

## Biografie
Beryl Korot a pionierat domeniul artei video de la începutul anilor 1970. A fost co-editor la Radical Software (1970), prima publicație care a discutat posibilitățile noului mediu video și Video Art (1976) cu Ira Schneider. Primele sale canale multiple (Dachau 1974 și Text and Commentary) au fost văzute ca locuri diverse precum Bucătăria (1975), Galeria Leo Castelli (1977), Dokumenta 6 (1977) și Muzeul Whitney (1980 și 2002 ), Muzeul de Artă Contemporană Aldrich (2010), printre altele, și a explorat relația structurală dintre programarea tehnologiei antice a procesului de război și programarea pe calculator. Dachau a fost o lucrare video cu patru canale, alcătuită din imagini realizate în 1974 în fostul lagăr de concentrare, Dachau. Înregistrările s-au axat pe simetria arhitecturii și a ambianței actuale a spațiului, inspirându-se din tehnologia războiului. Korot a combinat multe elemente separate (în acest caz, imagini video) pentru a dezvolta o piesă de lucru care reflecta tiparele din care este formată. Textul și Comentariul au constat din cinci canale video pe cinci monitoare care arată că Korot țese pe un război de țesut. Textilele rezultate sunt plasate direct opus monitoarelor, cu telespectatorul așezat pe o bancă între textul țesut al textilelor și comentariul video. Instalația include, de asemenea, desene Korot și scoruri pictografice, care au stat la baza producției textile și ediției video. Lucrarea explorează înțelesul nedecorativ și baza numerică a modelului abstract, Korot înțelegând războiul, cu utilizarea cardurilor de pumn, pentru a fi o formă timpurie a tehnologiei de comunicare. În mod obișnuit, atât țesutul, cât și calculul au fost înțelese ca profesii ale femeilor, dar Korot examinează atât din perspectivă feministă, depășind asociațiile cu domiciliul și feminitatea, și plasând arta textilă în canonul artei plastice. Instalarea a fost achiziționată de Muzeul de Artă Modernă.
Dachau 1974 se află în colecția Kramlich. Pânzele sale pictate manual pe bază de text într-o limbă originală au fost expuse în 1986 la Galeria John Weber și în 1990 la Muzeul Carnegie (Puncte de plecare). Două colaborări video / muzicale cu Steve Reich (The Peave, 1993 și Three Tales, 2002) au adus arta video de instalare într-un context teatral. Ambele lucrări continuă să fie efectuate și au fost instalate, în afară de spectacole live, la locuri cum ar fi Muzeul Whitney, Muzeul Carnegie, Reina Sofia, Kunsthalle Düsseldorf, și ZKM. Din 2003 ea a fost crearea unui nou organism de video și lucrări de imprimare care a fost văzut la Aldrich Muzeul de Artă Contemporană, pentru prima dată, în Beryl Korot: Text / Weave / Linie, video 1977-2010, și, ulterior, la Dartmouth College Fall 2011 și bitforms galerie, primăvara anului 2012, printre altele. Ea este o fată Guggenheim și a primit numeroase granturi pentru munca ei de la NEA, NYSCA, și cel mai recent de la Anonymous Was a Woman (2008).
Korot s-a căsătorit cu compozitorul Steve Reich din 1976. Ei au un fiu, Ezra Reich, născut în 1978.

## Munca
- Invision, Lost Lascaux Bull, Vase, albine din Berlin, 20 min., 1973/4.
- Dachau 1974, 4 canale de instalare video, 23 de minute, 1974/75.
- Text și Comentariu, lucrări de instalare video pe 5 canale cu 5 țesături, notații pictografice, 5 desene, 33 de minute, 1976/77.
- Peștera, o operă video în 3 fapte, muzică de Steve Reich, 120 min., (1993).
- Sarai, soția lui Abram, 3 ecran video, 3 canale, 1990.
- Plecarea din Bikini, 2 minute, tăcută, (1991)
- Trei povești, o operă video, muzică de Steve Reich, 64 de minute, 2002.
- Hindenburg, muzica lui Steve Reich, 4 minute, 1997.
- Yellow Water Taxi, 2 minute, 2003.
- Vermont Peisaj, 4 minute, 2004.
- Viața iazului, 5 minute, 2005.
- Babel: scrolul de 7 minute, 7 minute, 2006
- Florența, 10 1/2 minute, 2008.
- Etty, 12 minute, 2009/10.
- Weaver's Notation - variantele 1 și 2, broderii digitale, 2012.

## Legături externe
- Dachau 1974, pbs
- Three Tales
- Art 21 - Spirituality
- Art 21 - Radical Software
- Art 21 - Text and Commentary
- Art 21 - Dachau 1974
- Beryl Korot: "Babel: the 7 minute scroll" | Art21 "Exclusive"